# 宗氏
宗氏（そうし）は、武家・華族だった日本の氏族。鎌倉時代から明治初期まで対馬島を支配し続けた豪族、大名。明治4年の廃藩置県で対馬支配を終え、華族の伯爵家に列した。

## 歴史

### 出自
宗氏の家伝では、鎌倉時代初期に太宰少弐武藤資頼の被官として、対馬最大の豪族阿比留氏を討伐した宗重尚を初代とする。家伝では重尚は桓武平氏清盛流で、平知盛の孫とされるが、実際には大宰府在庁官人の惟宗氏であるとみられている。対馬藩の公撰資料である「宗氏家譜」では
「寛元四年、対馬州在庁阿比留平太郎を滅ぼし、ついに父知宗の譲りを受け襲封、重尚祖母の氏を採り惟宗を以て自家の姓となす」とあり、これによると重尚の祖母が惟宗氏であったことから、宗氏と称し、姓を惟宗としたということになっている。
実在が確実な最初の当主は対馬国地頭代を勤めた宗助国（資国）であり、文永11年（1274年）の元寇（文永の役）において一族郎党80余騎佐須浦において戦死した。
武藤氏（少弐氏）の守護代・地頭代として対馬島で台頭したのが宗氏である。少弐氏は文永10年（1273年）頃まで対馬守護として確認できるが、その後剥奪されたらしく、弘安9年（1286年）以降は対馬地頭として登場する（対馬守護の座は空席となっていたと考えられている）。しかしこの鎌倉後期に少弐氏-宗氏のラインの対馬島支配は強まった。公事徴収・免除権、所領安堵権などは鎌倉幕府が守護に与えた権限ではなく、本来対馬守に属する権限であるが、鎌倉後期になると少弐氏が権限を吸収し、宗氏が地頭代としてその権限を執行するようになる。

### 南北朝・室町時代
惣地頭少弐氏と地頭代宗氏の関係は南北朝時代から室町時代にも維持されたが、少弐氏の対馬島内への発給文書は康安2年（1362年）の少弐頼尚の国府天満宮宮司職補任状を最後にそれ以降確認できず、これ以降宗経茂（宗慶）による対馬の領国形成の萌芽が見られる。その子宗澄茂は少弐氏から筑前守護代にも任じられて活動範囲を北九州に広げ、貞茂は15世紀初頭の北九州の争乱に少弐氏の家臣として参加する。その間対馬を空白にしたため1401年には一族の宗賀茂の反乱も起きている。
貞茂と貞盛は両国内や朝鮮に対して「守護」を自称しているが、室町幕府の対馬守護になったわけではないと考えられる。幕府にとって永享4年（1432年）までは対馬の知行主は少弐氏であり、宗氏はその「内者」に過ぎない。永享5年（1433年）に幕府が少弐満貞に治罰を命じており、名分上満貞の本領は全て没収された。そのためこれ以降幕府から宗氏が対馬の知行主と認識されるようになった。
文安2年（1445年）から宝徳元年（1449年）に本姓を惟宗から平氏に変えた。大宰府在庁官人としての姓である惟宗姓は大宰少弐武藤氏（少弐氏）との職制上の主従関係を象徴するため、この改姓は少弐氏との関係の清算を意味する。また鎌倉時代の助国以来貞盛まで宗氏は少弐氏から偏諱を受けていたが、成職は将軍足利義成（義政）から偏諱を受けている。
戦国時代の各書で宗氏が対馬守護となっていることが確認できる。宗氏がいつ対馬守護に任じられたかは明確ではないが、永享6年（1434年）から寛正6年（1465年）の間だと考えられている。寛正6年（1465年）に幕府奉行人が宗成職に宛てて連署奉書を送っており（『戊子入明記』）、この時までには対馬守護になっていたと考えられる。
対馬は山地が多く耕地が少ないため、宗氏は朝鮮との貿易による利益に依存していた。室町時代初期は、西国の大名、商人、それに対馬の諸勢力が独自に貿易を行っていた。しかし、宗氏本宗家が朝鮮の倭寇対策などを利用して、次第に独占的地位を固めていった。宗氏は朝鮮に「倭館」と呼ばれる日本人居留地を建設した。応永の外寇や三浦の乱で一時関係は断絶したものの、朝鮮貿易で強い影響力を持ち続けた。

### 戦国時代・安土桃山時代
戦国時代は幾度も九州本土進出を図ったが、毛利氏・島津氏・大友氏・龍造寺氏に阻まれて進出は難航した。九州征伐では豊臣秀吉に臣従して本領を安堵された。文禄・慶長の役では、宗義智が小西行長の軍に従って釜山城・漢城・平壌城を攻略するなど、日本軍の先頭に立って朝鮮及び明を相手に戦い活躍した。また戦闘だけでなく行長と共に日本側の外交を担当する役割も担い折衝に当たっている。

### 江戸時代
宗義智は関ヶ原の戦いで西軍に属したが、朝鮮出兵以来関係が途絶していた朝鮮との通交再開を望んでいた徳川家康により本領を安堵された。これにより宗氏は対馬府中藩主家となった。その後、対馬藩は江戸時代を通じて徳川幕府が唯一正式な国交を持った朝鮮との外交実務や貿易業務を独占的に担い続けた。慶長14年（1609年）には朝鮮との間に己酉約条を締結し、明治9年（1876年）の日朝修好条規締結までの日朝間の外交貿易の基本構造を定めた。これにより日本からは銀・銅、朝鮮からは人参、生糸、絹織物などが輸出された。
対馬島は米の生産力が低く無高であったが、朝鮮との外交・貿易を扱っている功績から、幕府は宗家に国主格、10万石格を認めた。藩主の官位も国主大名格の従四位下侍従に叙され、対馬守の官職を代々世襲した。
宗家には対馬島のほかに豊臣政権下の文禄4年（1595年）に薩摩出水郡に1万石が与えられており（慶長4年（1599年）に肥前基肄郡に換地）、また文化14年（1817年）には肥前松浦郡、筑前国怡郡、下野都賀郡・安蘇郡に都合2万石が加増されているが、対馬藩の財政は米の生産には依存しておらず、その大部分は朝鮮貿易に依存していた。
17世紀後半は貿易の活況や銀山再開発の成功により対馬藩は「西国一の分限」と称されたが、18世紀に入ると貿易不況と銀山衰退で財政難に陥った。繰り返しの倹約と幕府の財政援助によってもこの財政難は解消せず、廃藩時には莫大な負債を残している。
参勤交代は特例で3年に一度でよいとされていた。江戸に屋敷を構え、対馬府中（厳原）との間を大名行列を仕立てて行き来した。対馬島と各領地、江戸屋敷だけではなく、京都や大坂、壱岐勝本、博多（のちに廃止）、長崎にも蔵屋敷を持っていた。朝鮮釜山には倭館を持ち、そこには数百名の家臣・商人が常駐していた。

### 明治以降

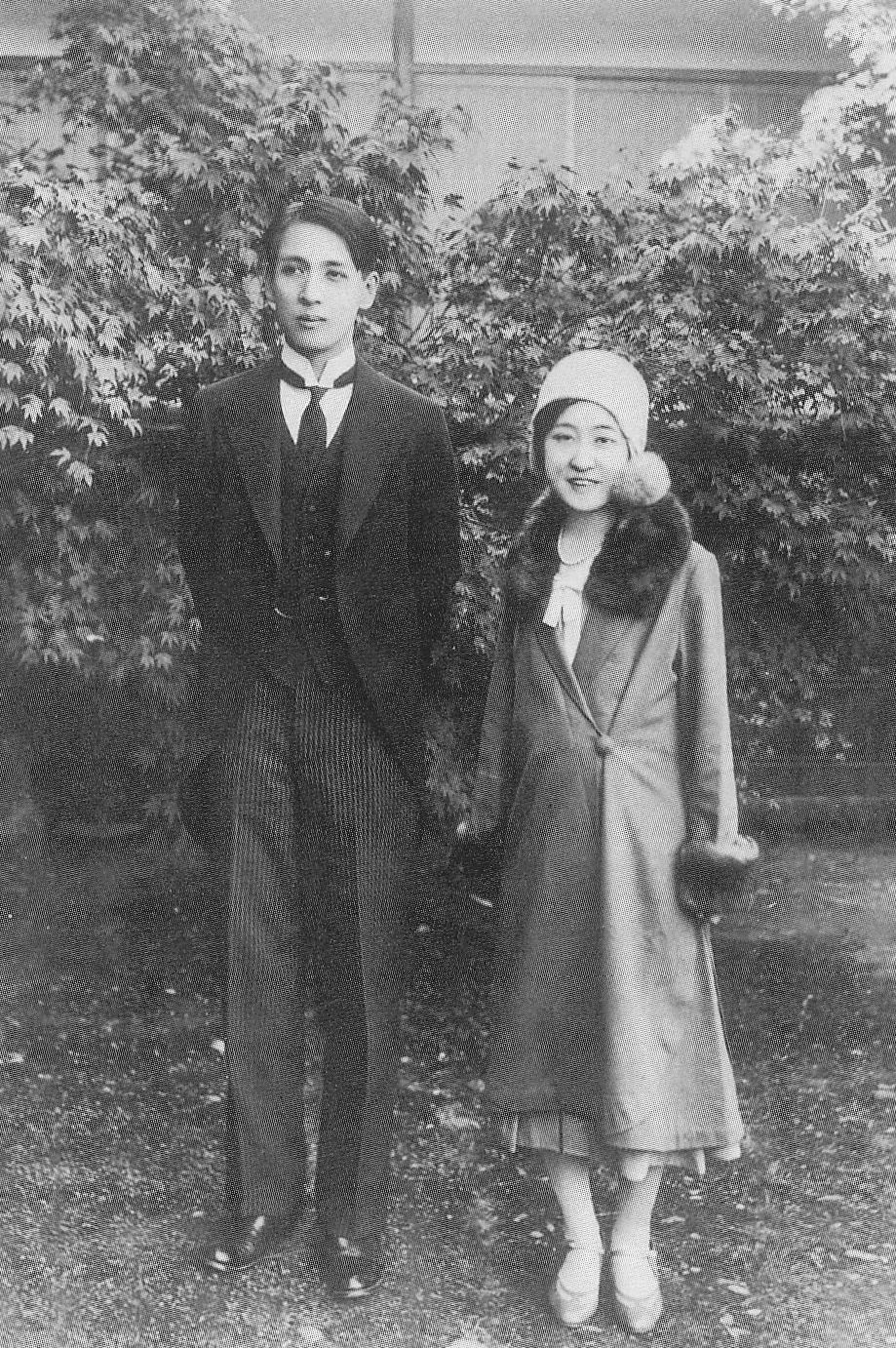
1931年の宗武志伯爵とその夫人李徳恵（旧朝鮮国王高宗の娘）

最後の対馬藩主宗重正は、1869年（明治2年）の版籍奉還で厳原藩（改名）の藩知事に任じられるとともに華族に列した。明治4年の廃藩置県まで藩知事を務めた。
1884年（明治17年）7月7日の華族令施行で華族が五爵制になると、翌8日に重正は伯爵に叙せられた。重正の子で爵位を継承した宗重望伯爵は貴族院の伯爵議員に当選して務めた。また南画界にも尽力した。
大正12年（1923年）、重望は子がなく没したため、膨大な借財を抱えていた宗家では、裕福な他家から養子を迎えて財産整理を行うべきであるという動きがあった。しかし対馬出身の永留小太郎が私財を提供したため、血縁を重視する旧藩士の主張が通り、重望の妹の子である旧久留里藩主家の黒田子爵家の黒田武志が宗武志として宗氏を相続することとなった。しかし武志は当時中学生であり、宗家はその後も破産の危機にさらされ続けていた。昭和6年（1931年）に武志は旧朝鮮国王である李太王李㷩（高宗）の庶子である王公族の李徳恵と結婚したが、徳恵は精神疾患を患っており、李王家からは宗家に対して年額1万円程度の資金援助が行われている。
昭和前期に宗伯爵家の邸宅は東京市目黒区上目黒にあった。

#### 宗家の朝鮮外交権の外務省への移譲の経緯
慶応3年（1867年）12月9日の王政復古の大号令により日本に新政府が成立したが、翌年1月には元将軍徳川慶喜ら旧幕府勢力が鳥羽伏見の戦いを起こして戊辰戦争が勃発したため、発足当初の政府に本格的な外交を開始する余裕はなかった。
そのため政府は明治元年（1868年）3月23日に対馬藩主宗義達への通達で引き続き朝鮮外交の家役の継続を認めるとともに、王政復古により今後日本の政治外交は朝廷が取り扱うことを朝鮮政府に伝えるよう命じた。義達は閏4月6日の上申で政府への恭順を誓うとともに、朝鮮との国交貿易をめぐる「従前之宿弊」を改めることを提案した。義達の言う「宿弊」とは、朝鮮と対馬藩の交際は、朝鮮政府から授けられた印章をもって行われ、また歳遣船を通じて朝鮮政府の経済支援を受けるなど、朝鮮から属国として扱われたうえで行われていることだった。この宿弊を改めるには対馬藩と朝鮮の「私信」の形の外交は止める必要があるが、対馬藩一藩の微力でそれを変えるのは不可能なので列藩にも朝鮮外交のための人員を送らせるよう要請した。
しかし戊辰戦争の最中の政府に朝鮮外交のために人員を割く余裕はなく、政府は4月22日の宗氏への再度の通達で朝鮮との修好上の礼式については天下平定の後に改めて指示するので、まずは幕府が廃止され日本の大政は一新されたことを朝鮮政府に伝達するよう命じた。政府の外国官判事小松帯刀と対馬藩大阪留守居役大島友之允の大阪での会談で朝鮮政府への通告文と、明治政府の新しい印章の使用などが決められ、対馬藩は9月29日に草梁倭館を通じて朝鮮政府に対して、日本で大政一新があったこと、従ってこれまで使用してきた朝鮮政府から与えられた印章は今後は使用せず、明治政府から与えられた印章に代えることなどを通告した。
大院君が指導していた朝鮮政府はこれに驚愕した。中華皇帝以外には使用を許されない「皇」や「勅」の字を使用していること、朝鮮政府が下賜した印章を勝手に廃止したこと、いずれも朝鮮人にとっては受け入れがたい屈辱だった。朝鮮政府は同書契が旧例に依らない「格外」の物として受領を拒否した（書契問題）。
こうして対馬藩を介しての明治政府と朝鮮政府の最初の交渉は早々に頓挫して日朝関係は途絶したが、明治2年（1869年）に入ると戊辰戦争は政府軍勝利で大勢が決し、政府も外交に乗り出す余裕がでてきた。政府、特に外務省は宗氏と朝鮮の「私信」の形で続く外交を廃し、外務省が外交権を掌握し、清や朝鮮などのアジア諸国に対しても西洋の万国公法にならった修好条約を締結する方針を志向した。
この政府の宗氏解任の動きに接して宗氏側は朝鮮外交の家役継続を認めるとした先の命令と齟齬があると上申したが、外務省は太政官への報告の中で、宗氏に家役継続を認めるとしたのは戦乱中で政府の政体も整っていない時期だったからであり、それは暫定処置にすぎないこと、特定の家が特定の国との外交権を世襲するというのは万国公法に依らない「古例墨守因循之私論」に基づく旧幕府の旧弊である点を指摘し、ロシアをはじめとする列強の東アジアでの動きが急激になっているこの国際情勢の中で、こんな旧弊を続けていたら日本に危険が差し迫ることを訴えた。一方で当時の外務省に朝鮮国に関する知識はほとんどなかったので、同省が朝鮮外交を所管しつつも、同省官僚を朝鮮に派遣して同国や日朝関係についての調査を行うまでは従来通り宗氏の「私交」に任せるという「折衷案」を受け入れ、太政官はこの見解を明治2年（1869年）11月12日に宗氏に通告した。そのため宗氏はこの後も朝鮮外交権を握った。
この明治初期の外務省と宗氏の朝鮮外交二元状態について、外交一元化を目指す外務省と一元化に反対して先祖伝来の朝鮮外交の既得権を守ろうとする宗氏の対立、あるいは対朝鮮強硬派の外務省と対朝鮮穏健派の宗氏の対立として捉える向きもあるが、いずれも根拠はないとされる。まず宗氏は外交一元化に反対してなかった。自ら従来の「私交」の形の外交の改革を求めており、対馬藩だけで独占しようとしてなかった。外務省や政府との折衝や協力のもとに朝鮮との交渉打開を図ろうとしたし、明治3年11月に宗氏は家役免除も申し出ている。これは宗氏が外務省と問題意識を共有しており、近世日朝関係の解体を志向したためであるといえる。また宗氏や対馬藩が穏健派だったとすることも根拠は乏しいとされる。宗氏は強硬策について否定しておらず、寛猛どちらの道をとるか政府に伺いを立てており、当時政府が猛の道を突き進む決断に踏み切らなかったため、宗氏もそれに従って強硬策をとらなかっただけである。また対馬藩において朝鮮交渉で最も主要な役割を果たした大島友之允は幕末期からの熱心な征韓論者である。
外務省管轄下で家役継続を改めて認められた宗氏は朝鮮交渉を続けたが、朝鮮政府は日本との交渉は拒否し続けた。明治3年5月に朝鮮政府側が幹伝官浦瀬最助に伝えた交渉拒否の理由は、我が国は清の属国であり清の皇帝のみを皇帝・皇上と奉唱する。これまで日本（徳川将軍）とは国主・大君という称号で付き合ってきた。それなのに突然に上国の称号たる「皇」を日本（天皇）に対して用いることはできない。この件は清にも内奏したが書契を受け取らないのは正しいと言われたので今後も日本から国使が送られても受け入れるつもりはないというものだった。同時期に釜山浦にドイツ船が現れ、その船に対馬藩の通訳が乗船していたことも朝鮮が日本を警戒する理由だった。天皇の称号を認めないことを恨んだ日本が欧州と結託して朝鮮を滅ぼす方策をとろうとしていると捉えられていたのだった。
明治4年（1872年）5月に外務省は宗氏の家役罷免を正式に決め、一方で当主宗重正を家役罷免と外交の外務省への移行を伝達するため朝鮮に派遣する案を策定した。7月の廃藩置県で厳原藩（明治2年に改称）は廃藩となったが、7月29日に当主宗重正は外務大丞となり、引き続き朝鮮外交に関与することとされたが、遣使計画は宗氏の財政問題や岩倉使節団などの諸問題が影響して実施されなかった。12月18日に重正の派遣は正式に中止され、旧厳原藩士相良丹蔵・浦瀬最助を朝鮮に派遣して宗氏の家役罷免通知と倭館からの旧厳原藩士の撤退を行うこととされた。翌明治5年（1873年）3月、朝鮮側と相良らの面会が実現したが、朝鮮側が態度を明らかにしなかったため、日本側は倭館の廃止と人員の引き上げを決行した。ここに明治維新後の日朝交渉が終焉するとともに、中世以来の宗氏と朝鮮の外交関係も終焉を迎えた。
宗氏が朝鮮外交から外れた後のことになるが、明治6年（1873年）には日本政府内で朝鮮に武威をもって皇使派遣を受け入れさせるか否かの強硬論（皇使派遣論）と穏健論（因循論）の対立（征韓論論争）が起きた。この論争は西郷隆盛ら強硬派が下野することで終わったが、翌明治7年（1874年）には台湾原住民による琉球島民殺害に端を発した琉球帰属問題から日本が台湾出兵を行い、清は賠償金を支払わされたうえ、宗主権を持っていた琉球（沖縄）を日本領と認めることを余儀なくされた。この一件で日本への警戒を強めた清は日本軍が朝鮮出兵に踏み切る可能性があることを同年6月に朝鮮に伝えた。当時閔氏の政権になっていた朝鮮政府はそれを恐れて日本外務省理事官森山茂との交渉に応じたが、日本の書契の様式や字句、また接待宴における洋服着用をめぐって対立し交渉は再び行き詰まった。日本は朝鮮に圧力を加えるため朝鮮近海に軍艦を出動させるようになり、明治8年（1875年）に日本軍艦の雲揚号が朝鮮軍の砲撃を受ける江華島事件が発生したことで、日本はその責任を問うとして永宗島占領後江華島に上陸する武力示威を行って朝鮮政府を屈服させ、初めて外国に押し付けた不平等条約である日朝修好条規を朝鮮に締結させることに成功した。

#### 宗家が伯爵に叙された経緯
1884年（明治17年）の華族令施行で華族が五爵制になると宗重正は伯爵に叙せられている。華族令施行とともに定められた「叙爵内規」では旧諸侯の伯爵の基準は現米5万石以上の中藩知事だが、旧厳原藩の現米は3万5413石であり、伯爵の基準を満たしていなかった。「叙爵内規」は全爵位について勲功による叙爵を認めているものの、宗家の場合は爵位が上がるほど勲功があったとは考えられず、このような例外措置が取られたのは平戸藩松浦氏と宗氏のみである。宗家は松浦家と違って理由の説明をされていないが、同家が国主格だったことが関係しているのではないかと推測されている。宗家以外の旧国主大名がすべて伯爵以上になっているため、宗家だけを子爵としてしまうと宗家から不満が出そうであったため、特例措置で伯爵にしたのではないかという推測である（現に宗家では本来もらえない伯爵位すら不満があったらしく、旧国主であることを理由に侯爵位を要求する請願書を三条実美に提出している）。

## 歴代当主
助国以来貞盛までは少弐氏から偏諱を受け、成職以降の当主は足利将軍家から偏諱の授与を受けており、当主の名より右側に1字を与えた人物を示した。20代義智（初め昭景 → 吉智）はさらに豊臣秀吉からの偏諱も受けている。
1. 重尚
2. 資国（助国） < 少弐経資[40]
3. 盛明
4. 盛国 < 少弐盛経[40]
5. 経茂 < 少弐貞経[40]
6. 澄茂 < 少弐頼澄[40]
7. 頼茂 < 少弐貞頼[40]
8. 貞茂 < 少弐貞頼[40]
9. 貞盛 < 少弐満貞[40]
10. 成職 < 足利義成（のちの義政）
11. 貞国
12. 材盛（初名：盛貞） < 足利義材（のちの義稙）
13. 義盛（初名：盛順） < 足利義稙　（※三浦の乱勃発時の当主。）
14. 盛長
15. 将盛
16. 晴康（初名：貞尚→貞泰→晴茂） < 足利義晴
17. 義調 < 足利義藤（のちの義輝）
18. 茂尚
19. 義純 < 足利義昭
20. 義智（初め昭景、吉智） < 足利義昭・豊臣秀吉（※ 一時期（1587年 - 1588年）は養父である17代義調が当主に復帰していた。）
21. 義成
22. 義真
23. 義倫
24. 義方
25. 義誠
26. 方熈
27. 義如
28. 義蕃
29. 義暢
30. 義功（猪三郎）
31. 義功（富寿）
32. 義質
33. 義章
34. 義和
35. 義達（重正）
36. 重望
37. 武志
38. 立人

## 主要家臣
- 柳川調信
- 雨森芳洲
- 陶山訥庵